# 啓功
啓 功（けい こう、1912年（民国元年）6月26日 - 2005年6月3日）は、中国の書家・画家・教育者・古典文献学家・文物鑑定家・詩人・紅学家。字は元白（一作元伯）、号は苑北居士。幼年の法名は察格多爾札布。正藍旗。啓功は清代の雍正帝の九世の孫である。元北京師範大学副教授、教授、中国人民政治協商会議全国委員会常務委員、国家文物鑒定委員会主任委員、中央文史研究館館長、博士研究生導師、九三学社顧問、中国書法家協会名誉主席、世界華人書画家連合会創会主席、中国仏教協会顧問、故宮博物院顧問、国家博物館顧問、西泠印社社長。

## 略歴

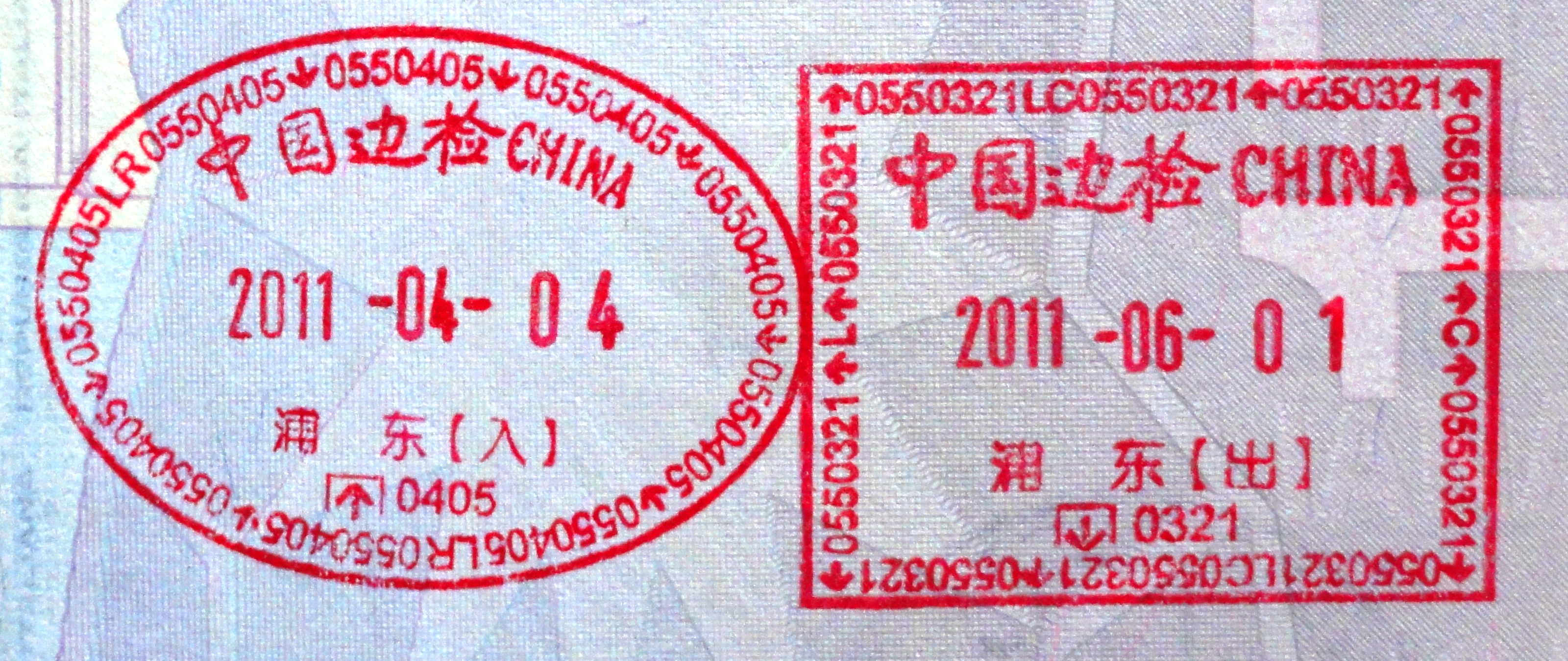
中国出入国スタンプ、「中国辺検」は啓功氏が書いた

1912年、北京に生まれる。名は『論語』の「泰伯」に見える「曾子有疾、召門弟子曰：啓予足、啓予手。」の名句に由来する。
1913年、父が亡くなり、祖父に養育される。
4歳の時、啓功は私塾へ行って詩文を学ぶ。
1922年、曽祖父が亡くなった。家業は債務返済に零落する。
1923年、祖父が亡くなった。
1924年—1926年、啓功は北京匯文小学校と匯文中学校で学ぶ。
1927年—1929年、画家の賈羲民と呉熙曾に入門して書道と中国画を学ぶ。
1930年、学者の戴姜福に入門して中国古典文学を学ぶ。
1932年、章宝琛と結婚。
1933年、史学家、輔仁大学学長の陳垣に入門して考證学を学ぶ。
1935年、輔仁大学美術系助教に採用。
1938年、輔仁大学国文系講師、兼任故宮博物院専門委員，啓功が担当して故宮の文献館原稿や文物鑑定。
1949年、輔仁大学国文系副教授兼北京大学博物館系副教授。
1952より後、北京師範大学副教授、教授、中国人民政治協商会議全国委員会常務委員、国家文物鑒定委員会主任委員、中央文史研究館館長、博士研究生導師を歴任する。
1966年、毛沢東が文化大革命を発動し、啓功は書道に精通しているとして、紅衛兵の指示で大字報を筆写。
1976年、四人組が失脚し、正常な教員職務を回復する。
1981年、中国書法家協会副主席に就任。1984年、主席に晋升。
1986年、国家文物鑒定委員会主任委員に就任。
1989年、中央文史研究館副館長に就任。
1991年、国家古籍整理出版規劃小組顧問に就任。9月、啓功は日本の東京、大阪に訪問、同時に大阪歴史博物館所蔵の中国書画珍品を見学。
1994年、啓功は韓国へ行って書画交流を行う。
1996年、啓功はアメリカ、フランス、ドイツ三国に訪問して、彼はアメリカ、フランス、ドイツ三国の国家博物館に所蔵する中国書画の珍品を見学。
2005年6月30日北京に病死した。

## 家族
雍正帝胤禛→五子和親王弘昼→一子永璧→二子綿循→三子奕亨→五子載崇→二子溥良→長子毓隆→独長子恒同→独長子啓功

## 著書
- (中国語) 『啓功全集』. 北京師範大学. (2012-09-01). ISBN 9787303147120
- (中国語) 『啓功行書千字文』. 北京師範大学. (2009-09-01). ISBN 9787303098538
- (中国語) 『啓功談中国名画』. 中華書局. (2012-08-01). ISBN 9787101087680
- (中国語) 『啓功自伝』. 北京師範大学. ISBN 9787303147083

## 代表詩作
| 「 | 買櫝還珠事不同、拓碑多半為書工。 滔滔駢散終何用、几見蔵家誦一通。 | 」 |

## 文化賞
- 中国書法芸術終身成就賞